# نیداگا

نیداگا شهری در شهرستان کوکولوگو در استان بولکیمده در بورکینافاسوی غربی مرکزی است جمعیت آن ۱۶۳۰ نفر است.